# Durham (Oregon)
Durham – miasto w Stanach Zjednoczonych, w stanie Oregon, w hrabstwie Washington.